# لیکوی حنایی
لیکوی حنایی (نام علمی: Turdoides subrufa) نام یک گونه از سرده لیکوها است.